# Wierchnieje Chotino
Wierchnieje Chotino (ros. Верхнее Хотино) – wieś w Rosji, w rejonie waszkińskim obwodu wołogodzkiego. W 2010 r. liczyła 22 mieszkańców.